# 이창선 (1895년)
이창선(李昌善, 1895년 2월 17일 ~ 1960년 3월 20일)은 대한민국 독립운동가이다.

## 생애

### 일생
충청도 보은군 탄부면 구인리(忠淸道 報恩郡 炭釜面 求仁里)의 중농(中農) 집안에서 출생한 그는 1919년 충청북도 보은 향리에서 3·1 대한 독립 운동 만세 선언을 지역 발의하여 이인하(李寅夏)·김용섭(金用燮)·이준영(李準永) 등과 함께 대한 독립 만세 시위를 주도하였다. 결국 이들은 1919년 4월 11일 징을 치면서 충청북도 보은 향리 마을 주민 수십여명을 모아 충청북도 보은군 탄부면 구인리 및 길상리(吉祥里)의 동네 뒷산에서 대한 독립 만세를 고창하다가 주동자로 일경에 피체되었고 결국 그리하여 1919년 5월 1일 충청남도 공주지방법원 충북 청주지청에서 소위 보안법 위반으로 징역 10개월형을 선고받았고 1919년 6월 7일을 기하여 경성복심법원에서 공소 기각 조치 처분되어 모두 1년여의 옥고를 치렀으며 1920년 8월에 만기출감하였다.
1945년 충청남도 아산군 도고면 객지에서 8·15 조선 광복을 목도하였으며 그 후 미 군정 시절 충청남도 천안군 성거면 객지에서 미군 고문관들의 눈에 띄어 결국 행정관 특채된 그는 미 군정 관선 경상남도 도지사 직무대행 서리 직책을 잠시 지냈으며 그 후 1947년 10월 11일에서 1948년 5월 31일까지 한국독립당 상임고문 겸 대표상임위원 직위를 지냈고 1948년 5월 31일을 기하여 한국독립당 탈당을 하였다. 그 후 충청남도 연기군 조치원읍 사가 별저에서 칩거하던 중 1959년 2월 초순경에 만성 저혈압으로 1년간 투병하다가 1960년 3월 20일을 기하여 별세하였다.

### 사후
대한민국 정부에서는 고인의 공훈을 기리고자 1990년 6월 6일을 기하여 대한민국 건국훈장 애족장을 추서하였다.
그의 유해는 대한민국 국립 대전현충원에 안장되어 있다.